# Sterling County
Das Sterling County ist ein County im Bundesstaat Texas der Vereinigten Staaten. Das U.S. Census Bureau hat bei der Volkszählung 2020 eine Einwohnerzahl von 1.372 ermittelt. Der Verwaltungssitz (County Seat) ist Sterling City. Das County gehört zu den Dry Countys, was bedeutet, dass der Verkauf von Alkohol eingeschränkt oder verboten ist.

## Geographie
Das County liegt etwa 130 km östlich des geographischen Zentrums von Texas und hat eine Fläche von 2392 Quadratkilometern, ohne nennenswerte Wasserfläche. Das County grenzt im Uhrzeigersinn an folgende Countys: Mitchell County, Coke County, Tom Green County, Reagan County, Glasscock County und Howard County.

## Geschichte
Im 18. und 19. Jahrhundert war die Region um den North Concho River Jagdgebiet der Comanchen, Lipan, Kiowa und Kickapoo. 1842 wies der Präsident der Republik Texas Sam Houston das Land Henry F. Fisher und Burchard Miller zu, woraus aber keine Besiedlung des heutigen County entstand. Diese begann erst nach Ende des Amerikanischen Bürgerkriegs mit der Vertreibung der Indianer durch die United States Army und der Vernichtung der großen Büffelherden. Bei zwei der frühesten Siedler, nämlich W. S. Sterling und S. J. Wiley, handelte es sich dementsprechend um Büffeljäger. Im Jahr 1867 errichtete die Armee das Fort Concho und den dazugehörigen Außenposten Camp Elizabeth nahe dem heutigen Sterling City. Bis Mitte der 1880er Jahre dominierten große Ranches die Gegend, dann zogen vermehrt Kleinbauern auf Grundlage des Homestead Act („Heimstättengesetz“)  hinzu.
Sterling County wurde 1891 aus Teilen des Tom Green County gebildet. Benannt wurde es nach W. S. Sterling. Zu dieser Zeit existierten im County bereits bis zu zehn Gemeinden, von denen einige eigene Schulen und Postfilialen hatten. Nachdem die Bürger in einer Wahl für Sterling City als Verwaltungssitz gestimmt hatten, bedeute dies für den unterlegenen Ort Cummins den Untergang, der zu einer Geisterstadt wurde.

## Demografische Daten

Alterspyramide des Sterling County

Nach der Volkszählung im Jahr 2000 lebten im Sterling County 1.393 Menschen in 513 Haushalten und 385 Familien. Die Bevölkerungsdichte betrug 1 Einwohner pro Quadratkilometer. Ethnisch betrachtet setzte sich die Bevölkerung zusammen aus 85,71 Prozent Weißen, 0,07 Prozent Afroamerikanern, 0,29 Prozent amerikanischen Ureinwohnern, 0,07 Prozent Asiaten und 11,84 Prozent aus anderen ethnischen Gruppen; 2,01 Prozent stammten von zwei oder mehr Ethnien ab. 31,01 Prozent der Einwohner waren spanischer oder lateinamerikanischer Abstammung.
Von den 513 Haushalten hatten 36,8 Prozent Kinder oder Jugendliche, die mit ihnen zusammen lebten. 64,1 Prozent waren verheiratete, zusammenlebende Paare 7,0 Prozent waren allein erziehende Mütter und 24,8 Prozent waren keine Familien. 23,2 Prozent waren Singlehaushalte und in 11,3 Prozent lebten Menschen im Alter von 65 Jahren oder darüber. Die durchschnittliche Haushaltsgröße betrug 2,67 und die durchschnittliche Familiengröße betrug 3,15 Personen.
28,7 Prozent der Bevölkerung war unter 18 Jahre alt, 6,1 Prozent zwischen 18 und 24, 29,7 Prozent zwischen 25 und 44, 20,8 Prozent zwischen 45 und 64 und 14,6 Prozent waren 65 Jahre alt oder älter. Das Durchschnittsalter betrug 38 Jahre. Auf 100 weibliche Personen kamen 96,5 männliche Personen und auf 100 Frauen im Alter von 18 Jahren oder darüber kamen 95,9 Männer.
Das jährliche Durchschnittseinkommen eines Haushalts betrug 35.129 USD, das Durchschnittseinkommen einer Familie betrug 37.813 USD. Männer hatten ein Durchschnittseinkommen von 28.173 USD, Frauen 19.615 USD. Das Prokopfeinkommen betrug 16.972 USD. 13,9 Prozent der Familien und 16,8 Prozent der Einwohner lebten unterhalb der Armutsgrenze.